# Burg Westerstetten
Die Burg Westerstetten ist eine abgegangene Höhenburg auf 570 m ü. NN über dem Birkhof bei der Gemeinde Westerstetten im Alb-Donau-Kreis in Baden-Württemberg.

## Geschichte
Die kleine Burganlage wurde vermutlich im 13. Jahrhundert von den Herren von Westerstetten erbaut, 1432 erwähnt, später im Besitz des Klosters Elchingen und 1525 zerstört. 

## Beschreibung
Von der ehemaligen Burganlage auf einem schmalen Höhenzug ist nur noch Mauerschutt und ein Grabenrest zu sehen. 

150 m südwestlich liegt der ehemalige Wirtschaftshof der Burg, der Birkhof.

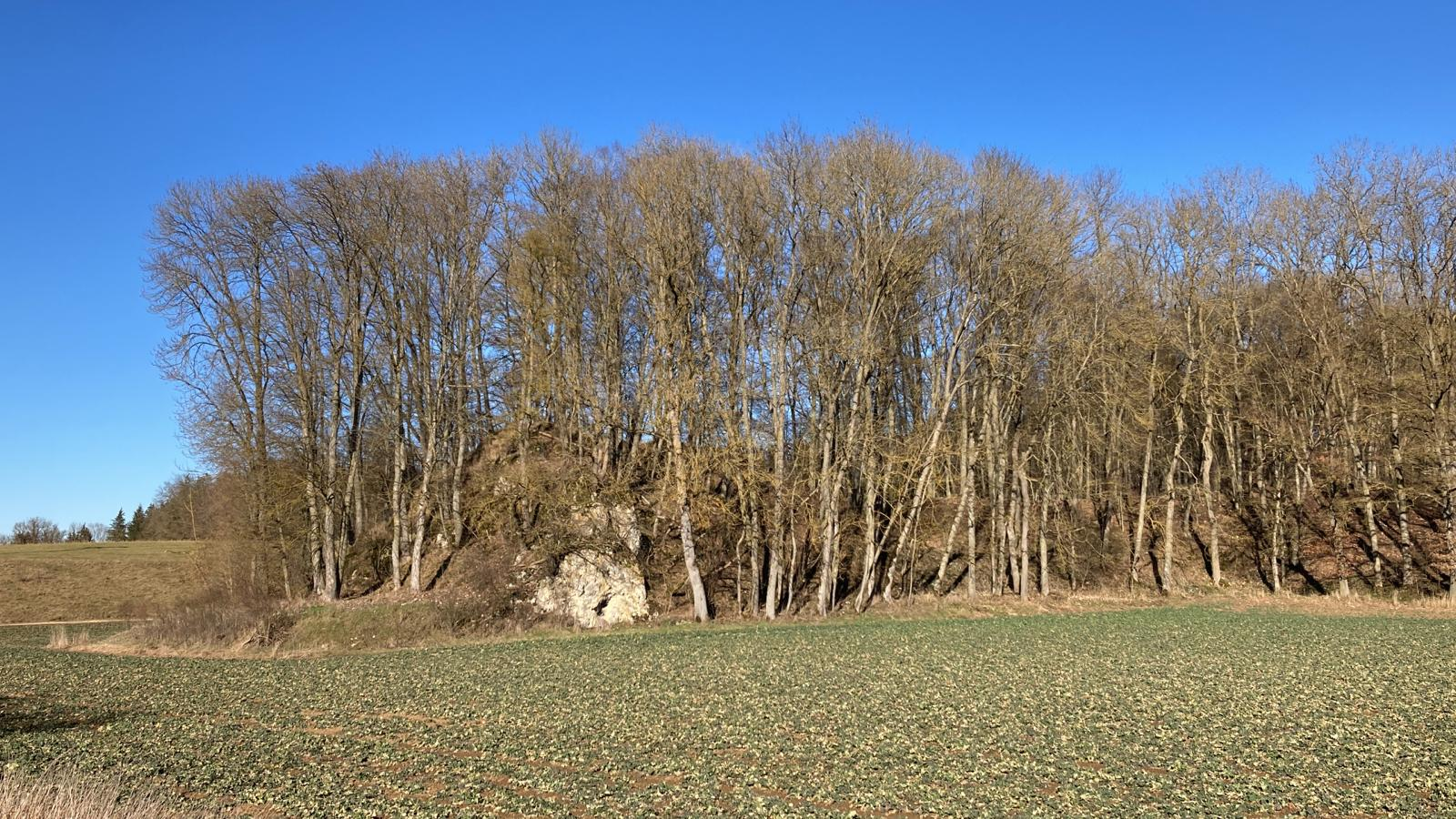
Höhenzug mit Burgstelle
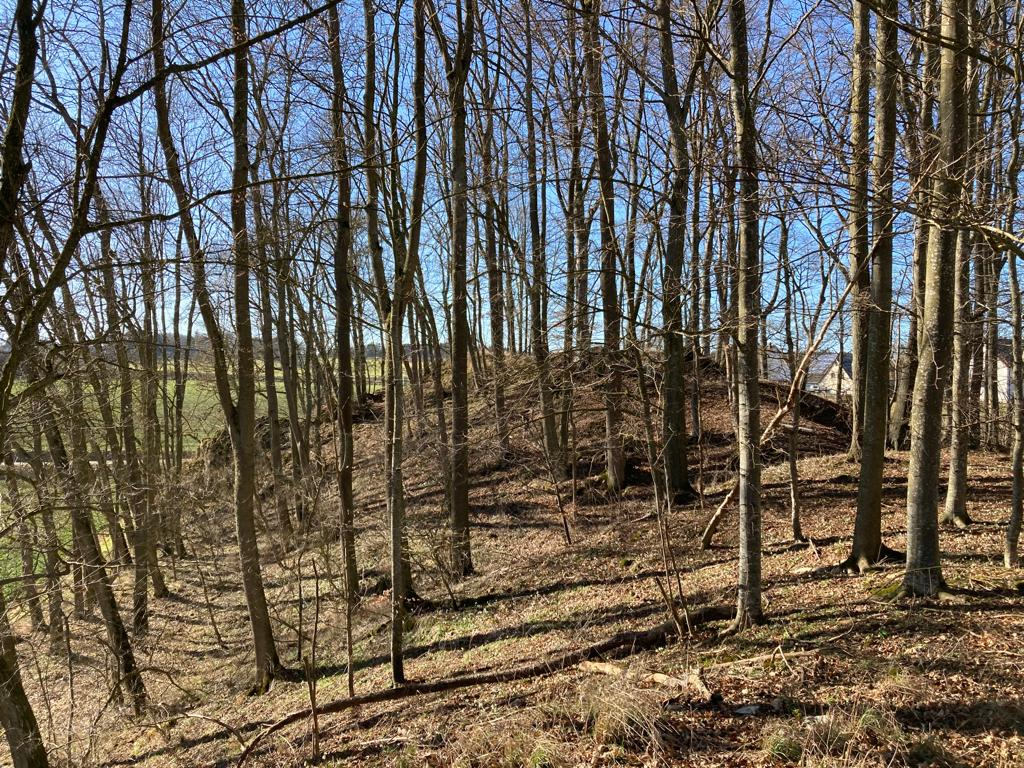
Burgstelle mit Grabenresten
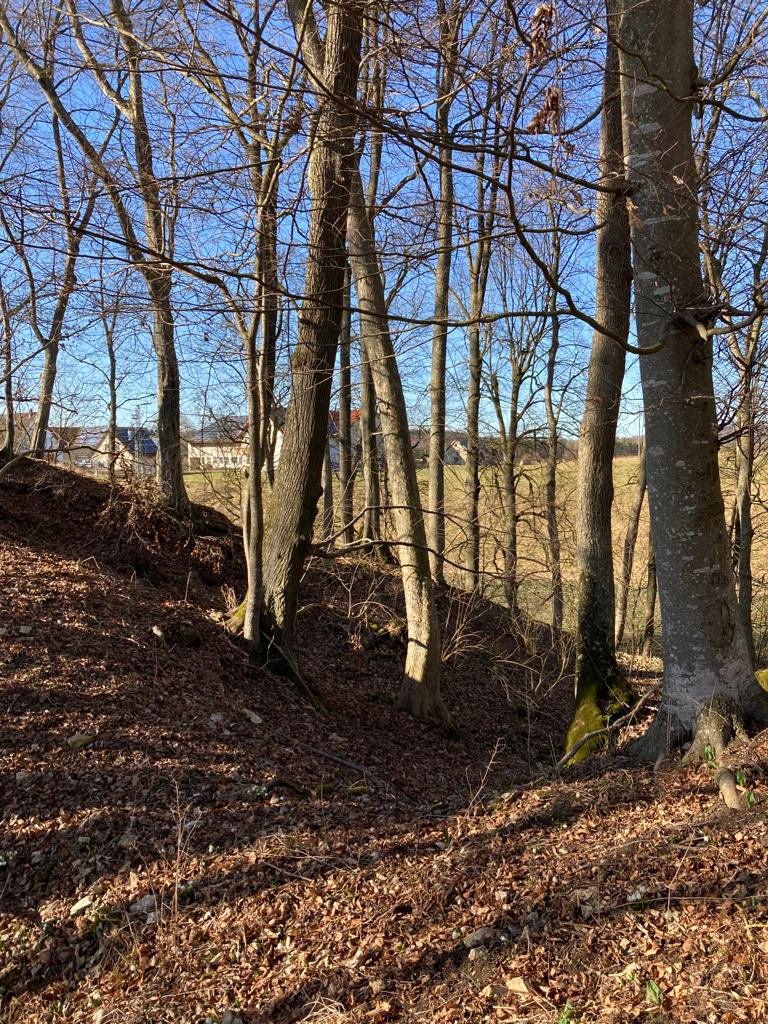
Halsgraben